# Nap Lajoie
Napoléon Lajoie, soprannominato The Frenchman, detto Nap (Woonsocket, 5 settembre 1874 – Daytona Beach, 7 febbraio 1959), è stato un giocatore di baseball e allenatore di baseball statunitense di ruolo seconda base nella Major League Baseball (MLB).
Lajoje giocò nella MLB per i Philadelphia Phillies, i Philadelphia Athletics (due volte) e i Cleveland Naps dal 1896 al 1916. Fu anche il manager dei Naps dal 1905 al 1909. È stato introdotto nella National Baseball Hall of Fame nel 1937.

## Carriera
La carriera di Lajoie iniziò nella National League (NL) con i Phillies nel 1896. All'inizio del secolo, la nuova American League (AL) cercò di contrastare la supremazia della NL e nel 1901, Lajoie e dozzine di altri giocatori della National League si unirono alla American League. I club della National League contestarono la legittimità dei contratti firmati dai giocatori che passarono all'altra lega ma alla fine a Lajoie fu concesso di giocare per gli Athletics di Connie Mack. Nel corso della stagione, stabilì il record di tutti i tempi della American League per la più alta media battuta stagionale (.426). Un anno dopo, Lajoie passò ai Cleveland Bronchos dove avrebbe giocato fino al 1915, quando tornò a giocare per Mack e gli Athletics. Durante i suoi anni con Cleveland, la popolarità di Lajoie portò la squadra a cambiare il suo nome da Bronchos a Napoleons (abbreviato in "Naps"), denominazione che rimase fino al suo addio al club, che cambiò di nuovo il nome nell'attuale Indians.
Lajoie guidò la AL in media battuta per cinque volte in carriera e per quattro volte in valide. Nel corso di diverse annate con i Naps, lui e Ty Cobb dominarono la AL nelle statistiche in battuta, alternandosi nel titolo di miglior battitore, in particolare nel 1910, quando il campione in battuta della lega non fu determinato che all'ultima giornata e dopo un'indagine del presidente dell'American League Ban Johnson. Lajoie nel 1914 raggiunse Cap Anson e Honus Wagner come unici altri giocatori ad avere fatto registrare Club delle 3.000 valide in carriera. Guidò la NL o la AL in putout nel corso della carriera e in assistenze per tre volte. Fu anche definito "il miglior seconda base nella storia del baseball" e "il miglior giocatore ad avere indossato l'uniforme di Cleveland". Cy Young lo definì uno dei giocatori più impegnativi che avesse mai affrontato. Nel 1999 fu inserito da The Sporting News‍ al 29º posto nella classifica dei migliori cento giocatori di tutti i tempi.

## Palmarès
- Tripla corona: 1

1901
- Miglior battitore dell'American League: 5

1901–1904, 1910
- Leader dell'American League in fuoricampo: 1

1901
- Leader dell'American League in punti battuti a casa: 3

1898, 1901, 1904
- Club delle 3.000 valide